# Yllenus validus
Yllenus validus là một loài nhện trong họ Salticidae.
Loài này thuộc chi Yllenus. Yllenus validus được Eugène Simon miêu tả năm 1889.